# M20 Super Bazooka

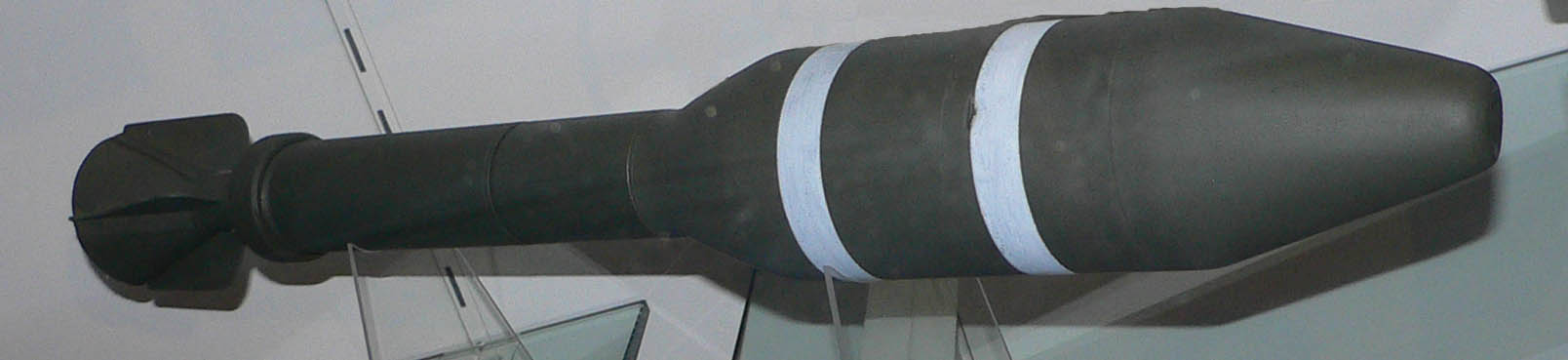
Proiettile da 89 mm per Bazooka M20

L' ìM20 Super Bazooka è un'arma anticarro da spalla, calibro 89 mm, prodotto alla fine della seconda guerra mondiale, successore del Bazooka da 60 mm. Prodotto a partire dal 1943, vide la prima azione nella guerra di Corea.

## Descrizione
L'arma ha avuto 2 distinte generazioni. La prima designata M1 (e successivamente M9), era un'arma calibro 60mm, capace di perforare circa 100 mm (poi 125 mm con la versione M9). Era un tubo convenzionale, con pieno calibro per ospitare il proiettile-razzo con alette di stabilizzazione fisse. La gittata raggiungeva i 600 metri, ma per colpire un obiettivo di piccole dimensioni era necessario che la distanza scendesse a 90-120 metri, per cui il rischio di venire individuati e eliminati era elevato.
La capacità distruttiva era ridotta dal limitato calibro, e quando queste armi vennero usate nelle prime fasi della guerra di Corea (alla battaglia di Osan) si rivelarono inefficaci contro i T-34, come lo erano state contro i Panzer VI Tiger I e Panzer V Panther. Nel frattempo, però, venne sviluppato il Super Bazooka M20, che aveva calibro 89mm e poteva perforare circa 280mm di acciaio ed era perciò in grado di perforare anche le corazze dei carri T-34 e conservare un sufficiente potere distruttivo per mettere fuori uso gli interni del carro stesso. Aveva anche una maggiore gittata utile (circa 270 m) e per anni è stato un'arma di prima linea, anche se era chiaro che il peso e l'ingombro del Bazooka, già elevati nel caso del calibro 60mm, erano un poco eccessivi per un'arma di fanteria. Nondimeno, esso divenne molto diffuso negli anni cinquanta e ancora alla fine degli anni ottanta si trovava nei depositi dell'US Army come in quelli dell'esercito italiano, anche se ormai gli ultimi colpi erano stati sparati 20 anni prima e gli stock di munizioni eventualmente ancora esistenti non erano certo rimasti in piena efficienza, specie per le spolette e i propellenti del razzo (detto in altri termini, è difficile che vi fossero ancora proiettili utilizzabili, e certamente non con prestazioni piene).
La versione M20 B1 aveva una canna di alluminio alleggerita, ed altri miglioramenti.